# Singrøn
Singrøn (Vinca) er en lille slægt med 7 arter, som er udbredt i Europa, Nordafrika og Mellemøsten. Det er stauder eller halvbuske med krybende vækst og helrandede, modsatte blade. Blomsterne sidder i bladhjørnerne, og de er regelmæssige og blå. Frugterne er kapsler, men de ses sjældent i Danmark. Her omtales kun de arter, der dyrkes i Danmark.
| Arter |

- Lille singrøn (Vinca minor)
- Stor singrøn (Vinca major)
- Asiatisk singrøn (Vinca herbacea)

- Wikimedia Commons har flere filer relateret til Singrøn